# Уилкинсон, Джон
Джон Уилкинсон (John Wilkinson; 1728—1808) — английский инженер, изобретатель и предприниматель, который одним из первых в Великобритании стал выпускать чугун в промышленных масштабах.
В 1755 году Уилкинсон стал одним из совладельцев концерна в Бершеме (Bersham), который в 1757 году построил доменную печь в Шропшире . Концерн стал известен высоким качеством выпускаемой продукции, в том числе ружей и пушек. Традиционно ружья отливались со сплошным стволом, а затем высверливалось (растачивалось) отверстие. В 1744 году Уилкинсон запатентовал способ сверления, при котором вращался ствол, а не сверло, что увеличило точность сверления и уменьшило число ружей, которые разрывались при выстреле. Также этот патент был важен для производства цилиндров для паровых машин, которые совместно выпускали Мэттью Болтон и изобретатель паровой машины Джеймс Уатт. Из уилкинсоновского чугуна был сооружён первый в мире металлический мост.

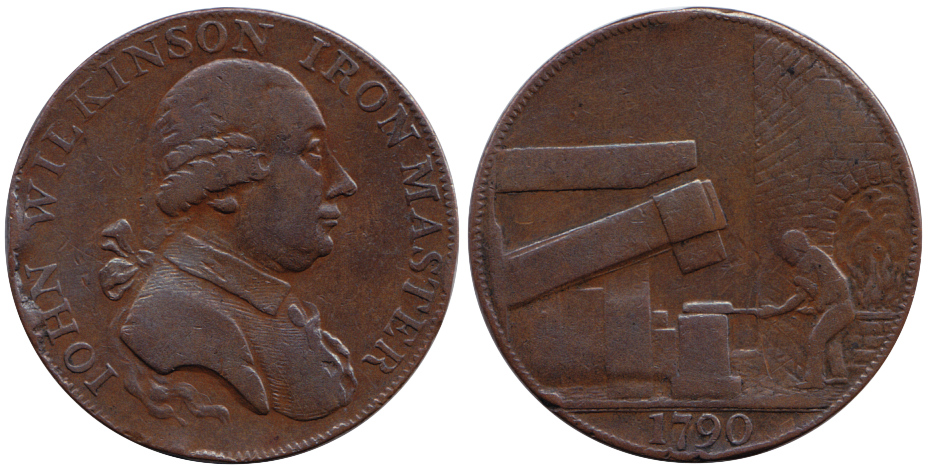
Джон Уилкинсон на медном токене Уорикшира 1790 года. На реверсе изображена кузница с механическим молотом.

Уилкинсон был весьма эксцентричным человеком, заслужив за любовь к чугунным изделиям прозвище «Помешанный на чугуне Уилкинсон» (Iron Mad). Уилкинсон построил первую железную баржу и даже сделал железные туфли, но они были непрактичными. Он построил в деревне Линдэйл, где он жил, церковь, стены которой, и крыша, и кафедра для священника, и даже скамейки были сделаны из чугуна. Он завещал похоронить себя в своем поместье в чугунном саркофаге, который был отлит на одном из его заводов. Выполнить эту его последнюю волю оказалось непросто. Когда он умер в 1808 году, его тело положили в деревянный гроб, но выяснилось, что гроб этот не влезает в заранее приготовленный саркофаг. Тогда решили временно похоронить его в деревянном гробу, пока не будет изготовлен новый, более просторный чугунный саркофаг. Но когда позже деревянный гроб подняли из могилы и поместили в саркофаг, оказалось, что этот саркофаг, в свою очередь, не влезает в старую могилу, пробитую в скале. Его перезахоронили во временной могиле и с помощью взрывов расширили прежнюю могилу, где его вновь перезахоронили. Затем, когда его поместье было продано в 1928 году, его перезахоронили в четвёртый раз у стен церкви в Линдэйле.